# Cité Vaneau
Cité Vaneau är en gata i Quartier des Invalides i Paris sjunde arrondissement. Gatan är uppkallad efter den franske studenten Louis Vaneau (1811–1830), som stupade under julirevolutionen. Cité Vaneau börjar vid Rue de Varenne 63 och slutar vid Rue Vaneau 12.

## Omgivningar
- Chapelle Notre-Dame-de-la-Médaille-Miraculeuse
- Chapelle de l'Épiphanie
- Square de Valdés
- Rue du Bac
- Rue de Bellechasse

## Bilder
| - Gatuskylt. - Chapelle Notre-Dame-de-la-Médaille-Miraculeuse. - Chapelle de l'Épiphanie. |

## Kommunikationer
- Tunnelbana – linje  – Varenne
- Busshållplats Vaneau – Babylone – Paris bussnät

### Webbkällor
- ”Cité Vaneau”. Mairie de Paris. https://web.archive.org/web/20210131144046/http://www.v2asp.paris.fr/commun/v2asp/v2/nomenclature_voies/Voieactu/9644.nom.htm. Läst 10 november 2023.
- ”Cité Vaneau (7ème arrondissement)”. Les rues de Paris. https://web.archive.org/web/20160422063155/http://www.parisrues.com/rues07/paris-07-cite-vaneau.html. Läst 10 november 2023.